# José Santamarina
José María Santamarina (San Miguel de Tucumán, 21 de mayo de 1963) es un exjugador argentino de rugby que se desempeñaba como octavo. Actualmente es parte del cuerpo técnico de Daniel Hourcade siendo entrenador de fodwards de los Pumas.

## Selección nacional
Jugó 23 partidos de 1991 a 1995 y marcó dos tries (9 puntos).

### Participaciones en Copas del Mundo
Disputó la Copa Mundial Inglaterra 1991 y Sudáfrica 1995.
| Mundial                       | Sede       | Resultado    | PJ | Tries |
| ----------------------------- | ---------- | ------------ | -- | ----- |
| Copa Mundial de Rugby de 1991 | Inglaterra | Primera fase | 3  | 0     |
| Copa Mundial de Rugby de 1995 | Sudáfrica  | Primera fase | 3  | 0     |

## Palmarés
| Título                        | Equipo        | País      | Año  |
| ----------------------------- | ------------- | --------- | ---- |
| Anual Tucumano                | Tucumán Rugby | Argentina | 1988 |
| Anual Tucumano                | Tucumán Rugby | Argentina | 1989 |
| Anual Tucumano                | Tucumán Rugby | Argentina | 1990 |
| Anual Tucumano                | Tucumán Rugby | Argentina | 1991 |
| Anual Tucumano                | Tucumán Rugby | Argentina | 1992 |
| Anual Tucumano                | Tucumán Rugby | Argentina | 1993 |
| Torneo Regional del Noroeste  | Tucumán Rugby | Argentina | 2000 |
| Campeonato Argentino de Rugby | Tucumán       | Argentina | 1989 |
| Campeonato Argentino de Rugby | Tucumán       | Argentina | 1990 |
| Campeonato Argentino de Rugby | Tucumán       | Argentina | 1992 |
| Campeonato Argentino de Rugby | Tucumán       | Argentina | 1993 |

- Datos: Q16195315